# Wybory do Parlamentu Europejskiego w Belgii w 2014 roku
Wybory do Parlamentu Europejskiego VIII kadencji w Belgii zostały przeprowadzone 25 maja 2014. Belgowie wybrali 21 eurodeputowanych (w miejsce dotychczasowych 22, jeden mandat straciło niderlandzkojęzyczne kolegium wyborcze). Równocześnie z wyborami do PE odbyły się wybory do Izby Reprezentantów oraz wybory regionalne do czterech parlamentów regionalnych i wspólnotowych (flamandzkiego, walońskiego, stołecznego i wspólnoty niemieckojęzycznej).

## Wyniki

### Niderlandzkojęzyczne kolegium wyborcze
| Lista wyborcza                         | Głosy (tys.) | %     | Mandaty | Zmiana |
| -------------------------------------- | ------------ | ----- | ------- | ------ |
| Nowy Sojusz Flamandzki                 | 1123         | 26,67 | 4       | +3     |
| Flamandzcy Liberałowie i Demokraci     | 859          | 20,40 | 3       | –      |
| Chrześcijańscy Demokraci i Flamandowie | 841          | 19,96 | 2       | −1     |
| Partia Socjalistyczna (Flandria)       | 555          | 13,18 | 1       | −1     |
| Zieloni!                               | 447          | 10,62 | 1       | –      |
| Interes Flamandzki                     | 285          | 6,76  | 1       | −1     |
| Robotnicza Partia Belgii               | 101          | 2,40  | 0       | –      |

### Francuskojęzyczne kolegium wyborcze
| Lista wyborcza                         | Głosy (tys.) | %     | Mandaty | Zmiana |
| -------------------------------------- | ------------ | ----- | ------- | ------ |
| Partia Socjalistyczna (Walonia)        | 715          | 28,28 | 3       | –      |
| Ruch Reformatorski                     | 661          | 27,10 | 3       | +1     |
| Ecolo                                  | 285          | 11,68 | 1       | −1     |
| Centrum Demokratyczno-Humanistyczne    | 277          | 11,36 | 1       | –      |
| Partia Ludowa                          | 146          | 5,98  | 0       | –      |
| Robotnicza Partia Belgii               | 134          | 5,48  | 0       | –      |
| Frankofońscy Demokratyczni Federaliści | 83           | 3,39  | 0       | –      |
| Pozostali                              | 140          | 5,71  | 0       | –      |

### Niemieckojęzyczne kolegium wyborcze
| Lista wyborcza                     | Głosy (tys.) | %     | Mandaty | Zmiana |
| ---------------------------------- | ------------ | ----- | ------- | ------ |
| Partia Chrześcijańsko-Społeczna    | 12           | 30,36 | 1       | –      |
| Ecolo                              | 6            | 16,66 | 0       | –      |
| Partia na rzecz Wolności i Postępu | 6            | 16,05 | 0       | –      |
| Partia Socjalistyczna (Walonia)    | 6            | 15,11 | 0       | –      |
| ProDG                              | 5            | 13,22 | 0       | –      |
| Vivant                             | 3            | 8,61  | 0       | –      |